# 김시향의 놈놈놈
《김시향의 놈놈놈》는 2008년 8월 4일부터 10월 27일까지 매주 월요일 오후 4시 15분에 코미디TV에서 방송된 대한민국의 리얼리티 텔레비전 프로그램이다. 2008년 대한민국 최고의 섹시 스타이자 레이싱 모델인 김시향이 연애에서는 숙맥인 자신에게 맞는 이상형을 찾기 위하여 김선형(웃긴 놈 역할), 임세혁(까칠한 놈 역할), 윤영진(엉뚱한 놈 역할)이라는 3명의 남자와 가상 연애를 한다는 내용을 담고 있다.